# شلدون کوپر
شلدون لی کوپر (به انگلیسی: Sheldon Lee Cooper B.S. , M.S. , M.A.Ph.D. , Sc.D)، (متولد ۱۹۸۰) یک شخصیت ساختگی در مجموعه تلویزیونی شبکه سی‌بی‌اس یعنی تئوری بیگ بنگ است. بازیگر این نقش جیمز پارسونز می‌باشد که به‌خاطر ایفای این نقش دو جایزه امی و یک جایزه گلدن گلوب برده‌است.
شلدون یک فیزیک‌دان نظری در مؤسسه فناوری کالیفرنیا است که با دوستش، لئونارد هافستادر (جانی گالکی) زندگی می‌کند.

به نظر شلدون او از لحاظ هوشی بالاتر از افراد اطراف خود است و به این سیاره تعلق ندارد. وی همیشه سعی می‌کند اصول و قوانین خود را رعایت کند. آن‌ها روبه‌روی یک زن اجتماعی به نام پنی (کیلی کواکو) زندگی می‌کنند، در عین حال شخصیت شلدون یک فرد بدون مهارت‌های اجتماعی و زندگی خالی از طعنه و شوخی است.

منتقدان و طرفداران مجموعه معتقدند که وی دارای نشانگان آسپرگر و دیگر اختلالات روانی اما همه اینها توسط بنیانگذار مجموعه بیل پرادی رد می‌شود.
شلدون از آخر فصل 4 با ایمی فارا فاولر آشنا میشود و در قسمت آخر فصل 11 با هم ازدواج می‌کنند.

## شکل‌گیری
شخصیت شلدون کوپر الهام گرفته از یک برنامه‌نویس کامپیوتری است که بیل پرادی با او آشنا بوده‌است. نام او گرفته شده از شلدون لنرد، بازیگر و تهیه‌کننده و لئون نیل کوپر، برنده جایزه نوبل بوده‌است. چاک لور ابتدا به جانی گالکی پیشنهاد بازی این نقش را داد، اما گالکی فکر می‌کرد که برای نقش لئونارد مناسب تر می‌تواند کار کند. وقتی جیمز پارسونز برای بازی در این نقش آزمایش شد، بسیار مورد توجه چاک لور قرار گرفت.

## شخصیت پردازی

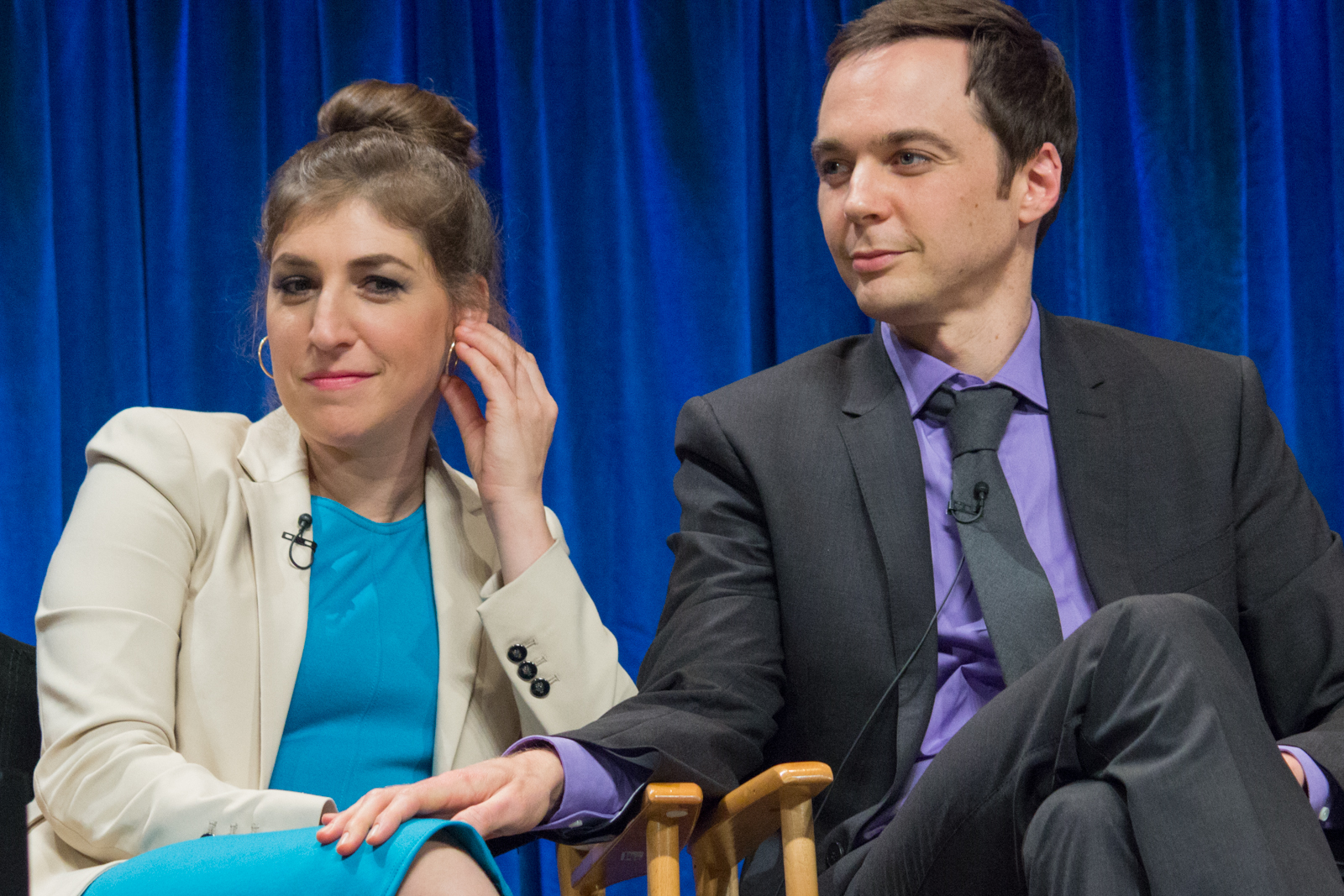
مایم بیالیک (که نقش ایمی فارا فاولر را ایفا می‌کند) و جیم پارسونز در پلی‌فست ۲۰۱۳ برای برنامه تلویزیونی تئوری بیگ بنگ.

### شروع زندگی
اصلیت شلدون از گالوستون در تگزاس است. جایی که همراه با پدرش (جورج کوپر بزرگ) و مادرش (مری کوپر)، برادر بزرگترش (جورج کوپر کوچک) و خواهر دو قلویش (میسی کوپر) بزرگ شده‌است. مادرش مذهبی و مسیحی پروتستان بوده و بنابر اعتقاداتش شلدون را بزرگ کرده‌است. وی به مدرسه ابتدایی جانسون رفته و مورد اذیت و آزار و تمسخر و دست اندازی بچه‌های همسایه بوده‌است، آن طور که خودش می‌گوید، به این دلیل که آن‌ها هوش او را خطری برای خود احساس می‌کردند.
وی در کودکی نابغه بود. یک دستگاه سی تی اسکن در ابعاد کوچک درست کرد که با آن خوکچه خواهرش را تبدیل به خاکستر کرد. شلدون در ۱۱ سالگی به کالج رفت و در ۱۶ سالگی از آن فارغ‌التحصیل شد. وی هنگام گذراندن دوره دکترا، استاد موقت دانشگاه هایدلبرگ در آلمان بود و جوان‌ترین دانشمندی بود که موفق به دریافت جایزه استیونسون شد. پس از دریافت درجهٔ دکترا در ۱۶ سالگی، شلدون در مؤسسه فناوری کالیفرنیا به‌عنوان پژوهشگر، مشغول به کار شد.

## شخصیت
شلدون کوپر، همواره به‌عنوان شخصی با هوش بسیار زیاد، ناتوان در رفتارهای اجتماعی و غیرمنعطف در برابر قوانین و منطق شناخته می‌شود.